# Vademecum miłośnika astronomii
Vademecum miłośnika astronomii – kwartalnik popularnonaukowy, poświęcony popularyzacji astronomii,  ukazujący się od 1991 r. Wydawany jest przez wydawnictwo naukowe VEGA w nakładzie około 1400 egzemplarzy. 
Czasopismo jest formatu A5 i ma 28 stron, zawiera informacje związane głównie z obiektami astronomicznymi, 
dostępnymi w obserwacjach amatorskich. Czytelnik znajdzie tam również wiele artykułów zawierających porady związane z obserwacjami, 
astrofotografią oraz wyborem odpowiedniego sprzętu.